# Столяр, Абрам Давыдович
Абра́м Давы́дович Столяр (10 мая 1921 года, Мелитополь, Украинская ССР — 20 апреля 2014 года, Санкт-Петербург) — советский и российский историк, археолог, искусствовед. Доктор исторических наук (1972), профессор исторического факультета Санкт-Петербургского университета, почётный профессор СПбГУ, член международных обществ по истории первобытной культуры. Заслуженный работник высшей школы Российской Федерации, почётный работник высшего профессионального образования Российской Федерации.

## Биография
Родился в семье мастера часового дела и домохозяйки. В 1932 году семья переехала в Ленинград. Столяр учился в школах № 7, № 17 («Гимназия Мая»), № 1. В 16 лет участвовал в экспедиции известного археолога В. И. Равдоникаса на остров Олений.
В 1938 году поступил на исторический факультет ЛГУ. В университете слушал лекции Б. Д. Грекова, С. Н. Валка, Б. А. Романова и других выдающихся историков. Состоял в кружках при Эрмитаже. Наставником и, по словам Столяра, его «духовным отцом», стал известный археолог, искусствовед и будущий директор Эрмитажа Михаил Илларионович Артамонов.
В августе 1941 года Столяр ушёл на войну, служил на Волховском и Ленинградском фронтах. Был политруком, комиссаром части. Награждён Орденом Отечественной войны II степени, медалью «За оборону Ленинграда».
В 1946 году вернулся на исторический факультет. На IV курсе опубликовал работу «Мариупольский могильник», которая внесла новшества в изучение первобытной истории Украины, получал именную стипендию. С 1948 по 1951 год — аспирант М. И. Артамонова. В аспирантуре Столяр слушал лекции Артамонова, Равдоникаса, Валка, В. В. Мавродина, П. П. Ефименко, М. П. Грязнова, С. Н. Замятнина и Б. Б. Пиотровского. В 1952 году защитил кандидатскую диссертацию «Мариупольский могильник как исторический источник».
Скончался в Санкт-Петербурге 20 апреля 2014 года. Панихида прошла в главном зале СПбГУ 24 апреля. Похоронен на Еврейском кладбище.

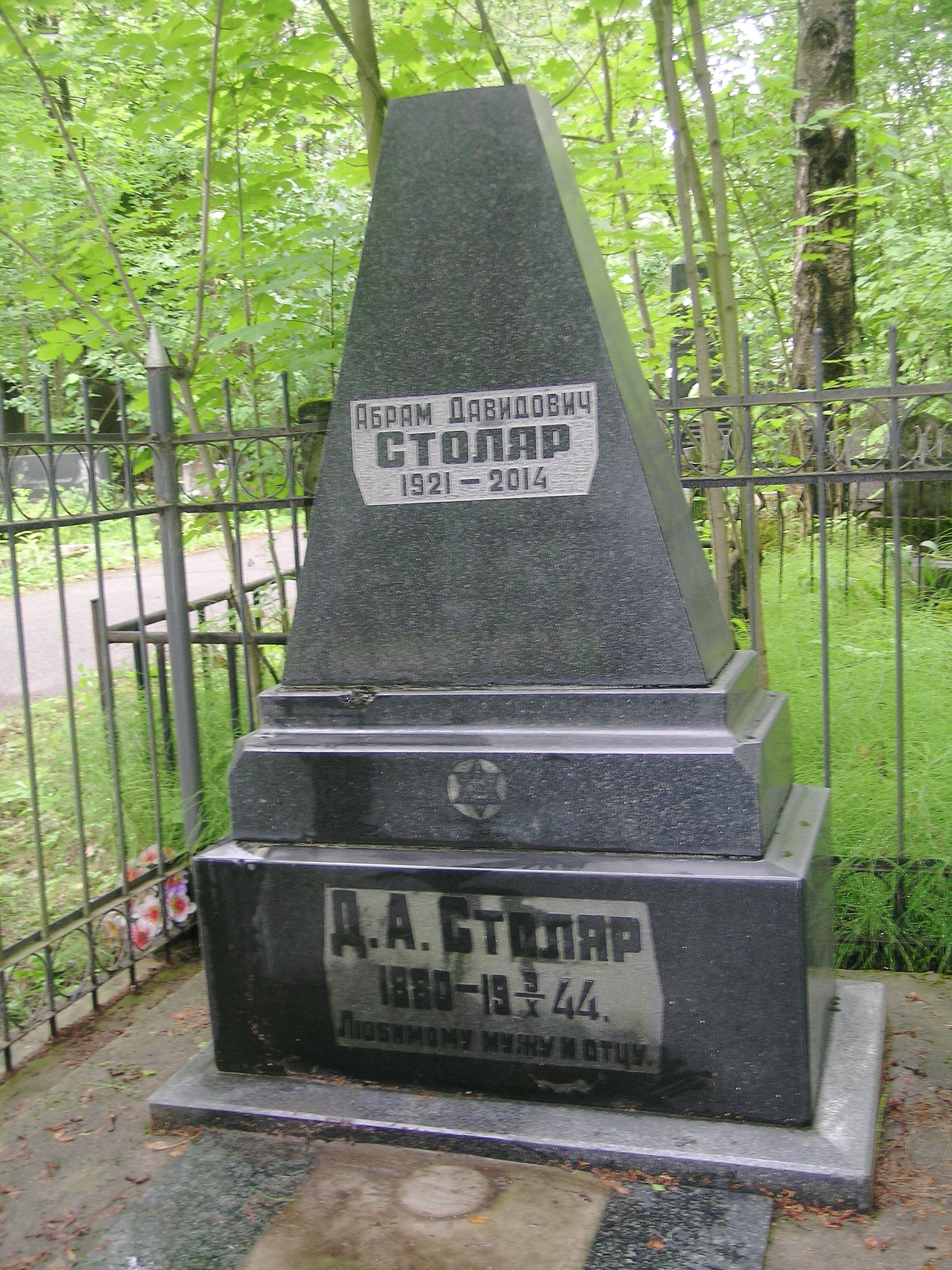
могила Столяра Абрама Давыдовича

## Научная деятельность
С 1952 года Столяр заведовал Научным отделом Ленинградского Дворца пионеров, с 1954 года — старший научный сотрудник Крымского филиала Академии наук Украинской ССР, а с 1956 года — старший научный сотрудник Государственного Эрмитажа.
В 1964 году стал доцентом кафедры археологии исторического факультета ЛГУ, с тех пор на этой кафедре и преподавал.
В 1972 году Михаил Илларионович Артамонов настоял на защите Столяром докторской диссертации по теме «Происхождение изобразительного искусства Евразии». С 1972 по 1995 год — заведующий кафедрой археологии и руководитель секции археологии Головного совета по истории СССР. В 1974 году был избран профессором. Читал курсы «История первобытного общества», «Основы археологии», «Первобытная культура» и ряд специальных курсов. Работал с аспирантами, в том числе иностранными. Читал курсы по археологии в различных вузах СССР, Болгарии, Финляндии, Норвегии и Венгрии. В 1997—2007 годах — профессор кафедры философии культуры и культурологии философского факультета СПбГУ.
Столяр участвовал в 34 археологических экспедициях в Поднепровье, Крым, Забайкалье, Сибирь, район Беломорья, тундру. Был начальником экспедиции на Дону и многих других. Обнаружил и изучил Васильевский могильник на левом берегу Днепра (1959), энеолитическое поселение Мешоко в Адыгее (1958—1965). Среди научных интересов Столяра и первобытная культура, датируемая 250 тысячелетиями назад. Столяр занимался также палеографией Севера Европейской России, в частности Карелии.
В 1985 году вышла фундаментальная монография «Происхождение изобразительного искусства», отмеченная дипломом лауреата Университетской премии. В 1994 году Столяр организовал семинар к столетию В. И. Равдоникаса, а в 1998 году — М. И. Артамонова.
Столяр участвовал в написании сценариев научных фильмов, снял диафильм «Как родилось искусство», вёл авторские телепередачи. Был участником международных научных конгрессов в России, Финляндии, Швеции, Эстонии, выступал с докладами на конференциях, сотрудничал с ЮНЕСКО.
В 1996 году получил почётное звание «Заслуженный работник высшей школы Российской Федерации», получил награду «Почётный работник высшего профессионального образования Российской Федерации», в 2004 году стал почётным профессором СПбГУ. Являлся почётным членом Международного общества изучения истории первобытного искусства.

## Основные работы
Автор более 230 публикаций, среди которых 28 на иностранных языках. Самые известные среди них:
- «Мариупольский могильник как исторический источник» // Советская археология, 1955
- «Первый Васильевский мезолитический могильник» // Археологический сборник Эрмитажа, вып.1; Л., 1959
- «Мешоко — поселение майкопской культуры» // Сборник материалов по истории Адыгеи, Т.2; Майкоп, 1961
- «Натуральное творчество неандертальцев как основа генезиса искусства» // Первобытное искусство; Новосибирск, 1971.
- «Об археологическом аспекте генезиса анималистического искусства в палеолите Евразии» // Советская Этнография. 1978. № 3 (перевод в США — Soviet Anthropology and Archaeology. 1977/1978. № 17).
- «Происхождение изобразительного искусства»; М., 1985.
- «Milestones of spiritual evolution of prehistoric Karelia» // Folklore. Vol. 18/19. Tartu, 2001.
- «Проблема исторической гуманизации первобытной археологии эпохи камня; Архив археологических свидетельств генезиса первобытного сознания» // Структурно-семиотические исследования в археологии. Т. 3. Донецк, 2006.
- «Уроки гражданского мужества историков: научное содружество В. В. Мавродина и М. И. Артамонова» (1936—1974 гг.) // Мавродинские чтения. СПб., 2009.